# Weintrauboa shenwu
Espèce
Weintrauboa shenwu est une espèce d'araignées aranéomorphes de la famille des Linyphiidae.

## Distribution
Cette espèce est endémique de Chine,. Elle se rencontre au Hubei et à Chongqing.

## Description
Le mâle holotype mesure 7,01 mm et la femelle paratype 7,62 mm, les mâles mesurent de 5,85 à 7,01 mm et les femelles de 7,06 à 8,03 mm.

## Systématique et taxinomie
Cette espèce a été décrite par Gao, Irfan et Wang en 2025.

## Publication originale
- Gao, Irfan & Wang, 20259 : « Three new species of the genus Weintrauboa Hormiga, 2003 (Araneae, Linyphiidae) from China. » ZooKeys, vol. 1236, p. 185-196 (texte intégral).